# Joseph Hoegg
Peter Joseph Hoegg, auch Josef Hoegg (* 28. Februar 1818 in Rhens; † 17. Februar 1885 in Trier), war ein deutscher Genre- und Landschaftsmaler sowie Illustrator der Düsseldorfer Schule.

## Leben
Hoegg besuchte die Schule in Koblenz. Ab 1839 ließ er sich in Düsseldorf zum Maler ausbilden. Dort war er Schüler von Rudolf Jordan. Anschließend wirkte er daselbst als freiberuflicher Maler und Zeichner, unter anderem für die Verlagsdruckerei Arnz & Comp. Ebenfalls war er dort Mitglied des Künstlervereins Malkasten. Hoegg beteiligte sich an Ausstellungen, etwa 1858 an einer Ausstellung des Kunstvereins in Hamburg. Ab 1865 war er als Zeichenlehrer in Trier tätig, wo er nach zwanzig Jahren verstarb. Als Landschaftsmaler schuf er unter anderem Bilder mit Motiven von Nahe und Mosel.

## Werk (Auswahl)

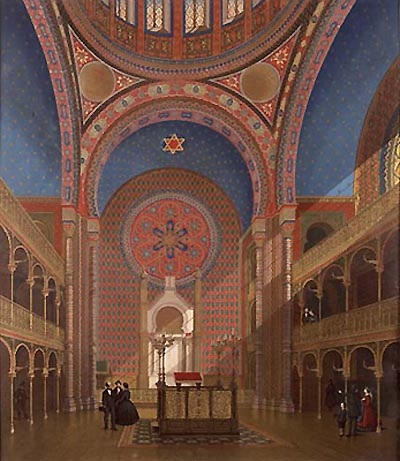
Synagoge Glockengasse (Innenraum), Chromolithografie nach einem Motiv von Carl Emanuel Conrad, 1861

- Der Abschied auswandernder Weinbauern an der Mosel, 1846
- Am Sarge der Mutter, 1847
- Knabe, einen Brief lesend, 1848
- Die blinde Großmutter, 1849
- Der Großvater und sein Enkel, 1850
- Maler am Alpensee, 1851
- Der heimliche Raucher, 1852
- Das schlafende Mädchen[3]
- Innenraum der Synagoge Glockengasse, Chromolithografie, 1861
- Der pfeifende Drechsler[4]
- Der Ziervogel (Knabe und Vogel)[5]
- Das Morgengebet (Interior Scene with Woman and Child)[6]